# デキムス・ユニウス・ペラ
デキムス・ユニウス・ペラ（ラテン語: Decimus Iunius Pera、生没年不詳）は共和政ローマのプレブス（平民）出身の政治家・軍人。紀元前266年に執政官（コンスル）、紀元前253年に監察官（ケンソル）を務めた。

## 経歴
ペラは紀元前266年に執政官に就任するが、それ以前の経歴は不明である。同僚執政官はヌメリウス・ファビウス・ピクトルであった。両執政官はサルシナに対して勝利して凱旋式を実施し、さらにはメサッピア（en）に対する勝利のために任期中に2度目の凱旋式を実施している。
紀元前264年に父が死去すると、ペラとその兄弟のマルクスは、父の追憶のためにローマでは最初の剣闘士闘技会を開催している。4世紀の帝政ローマの詩人アウソニウスは、トラキア人あるいはトラキア闘士が戦ったとしているが、現在の研究はこれを疑っている。
紀元前253年に監察官に就任。同僚監察官はルキウス・ポストゥミウス・メゲッルスであった。メゲッルスは任期中に死亡したが、ペラもこれを不吉として辞職している。

## 一族
父も祖父もプラエノーメン（第一名、個人名）はデキムスである。但し、父はデキムス・ユニウス・ブルトゥス・ペラであり、コグノーメンの「ブルトゥス」と「ベラ」のうち、「ペラ」だけを受け継いだ。
息子に紀元前230年の執政官、紀元前225年の監察官、紀元前216年の独裁官（ディクタトル）を務めたマルクス・ユニウス・ペラがいる。

## 参考資料
1. ↑  凱旋式のファスティ
2. ↑  ティトゥス・リウィウス『ローマ建国史』、16
3. ↑  ウァレリウス・マクシムス、2.4.7.
4. ↑  Ausonius, Griphus 2, 36f .; to this Iunius [I 25].
5. ↑  In: The New Pauly (DNP). Volume 6, Metzler, Stuttgart 1999, ISBN 3-476-01476-2 , division 64.
6. 1 2  カピトリヌスのファスティ

- Friedrich Münzer : Junius 124). In: Paulys Realencyclopädie der classischen Altertumswissenschaft (RE). Volume X, 1, Stuttgart 1918, Sp. 1076.